# Eduard Dobai
Eduard Dobai (* 26. srpna 1941 Nová Vieska/Kisújfalu), často uváděný jako Eduard Dobay, je bývalý slovenský fotbalový obránce. Žije v nitranské městské části Mlynárce.

## Hráčská kariéra
V československé lize hrál za Slovan Nitra, aniž by skóroval (28.05.1961–11.11.1962). Se Slovanem Nitra se probojoval do finále Středoevropského poháru v ročníku 1961/62 proti Boloni.

### Prvoligová bilance
| Ročník             | Zápasy | Góly | Minuty | Klub            |
| ------------------ | ------ | ---- | ------ | --------------- |
| I. liga 1960/61    | 3      | 0    | 201    | TJ Slovan Nitra |
| I. liga 1961/62    | 15     | 0    | 1 118  | TJ Slovan Nitra |
| I. liga 1962/63    | 8      | 0    | 555    | TJ Slovan Nitra |
| CELKEM I. ČS. LIGA | 26     | 0    | 1 874  |                 |